# Danh sách tập truyện Cardcaptor Sakura

Bìa tập một Cardcaptor Sakura manga phát hành bởi Kodansha vào 22 tháng 11 năm 1996 ở Nhật Bản

Manga Cardcaptor Sakura được viết và minh họa bởi nhóm họa sĩ manga group CLAMP. Chương truyện đầu tiên được phát hành vào tháng 5 năm 1996 trên Nakayoshi, cho đến tập cuối tháng 6 năm 2000 issue. Chuyện kể về Sakura Kinomoto, một hokc sinh lớp 4 vô tình tìm thấy những thẻ bài phép thuật nhưng cô lại vô ý làm bay mấtchúng. Cô phải đi tìm lại chúng để thế giới được an toàn.
Có tới 50 chương truyện xuất hiện trong 12 tankōbon trên Kodansha bắt đầu từ 22 tháng 11 năm 1996; tập cuối phát hành vào ngày 31 tháng 7 năm 2000. Kodansha tái-phát hành bộ truyện này trong phiên bản bìa cứng từ 5 tháng 3 năm 2004 cho đến 2 tháng 2 năm 2005. Bắt đầu từ tháng 3 năm 2015, Kodansha bắt đầu tái-xuất bản trong phiên bản 9 tập đặc biệt để tổ chức kỉ niệm lần thứ 60 của Nakayoshi. Cardcaptor Sakura đã được chuyển thể thành 70-tập anime bởi Madhouse ở Nhật Bản phẩ sóng trên NHK từ 8 tháng 4 năm 1998 đến 21 tháng 3 năm 2000. Madhouse cũng sản xuất hai phim chủ đề phát hành vào năm 1999 và 2000. manga được cấp phép tiếng quốc gia bởi Pika Édition ở pháp, Star Comics in Italy, Egmont Manga & Anime ở Đức, Editora JBC ở Brazil, Ever Glory Publishing ở Đài Loan, Glènat España ở Tây Ban Nha, Editorial Ivrea ở Argentina, Editorial Toukan ở Mexico, và TVM Comics ở Việt Nam.

## Danh sách tập
| - Chương 1–5 |

| - Chương 6–10 |

| - Chương 11–14 |

| - Chương 15–18 |

| - Chương 19–22 |

| - Chương 23–26 |

| - Chương 27–30 |

| - Chương 31–34 |

| - Chương 35–38 |

| - Chương 39–42 |

| - Chương 43–45 |

| - Chương 46–50 |